# Scheffau (Scheidegg)

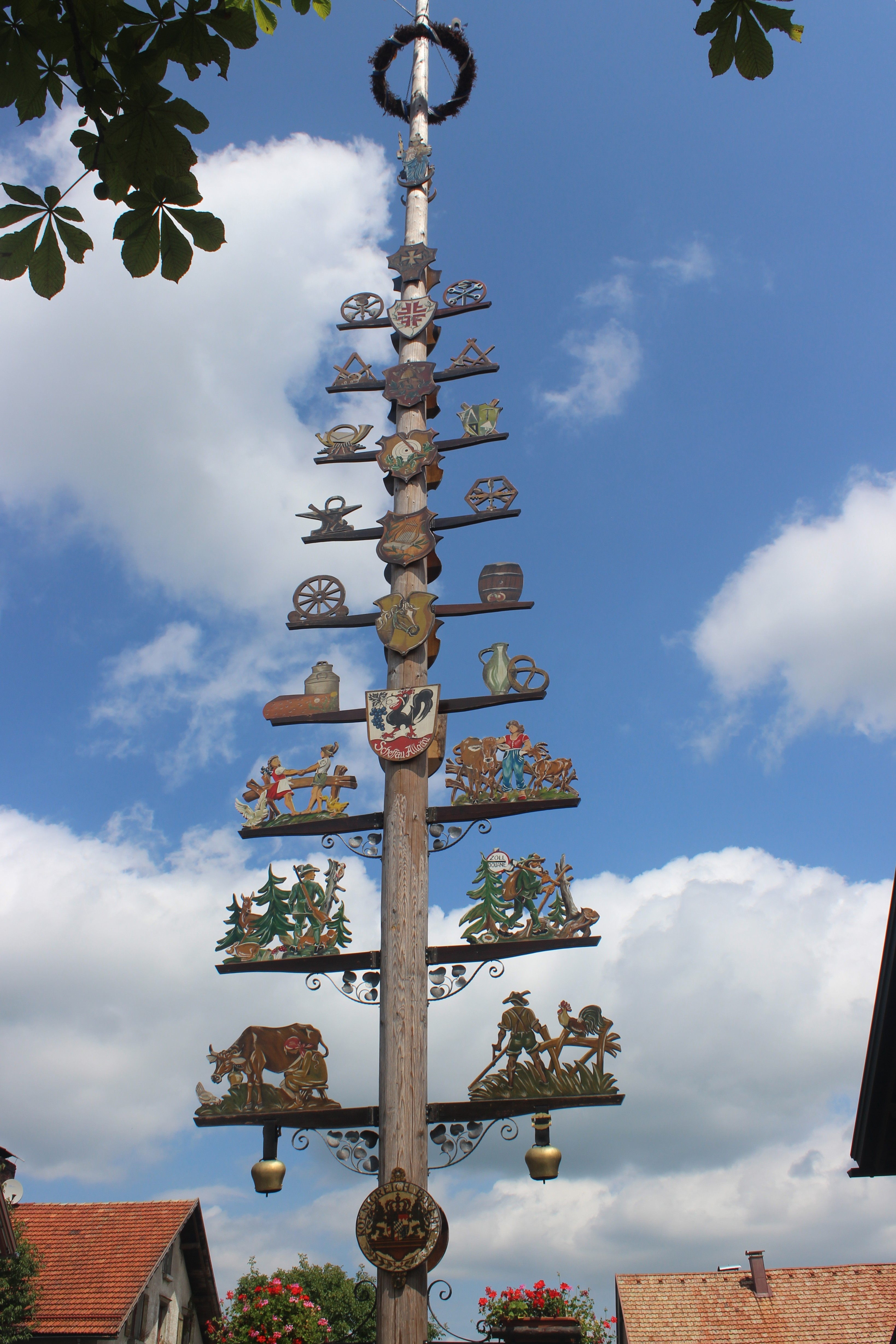
Maibaum in Scheffau

Scheffau (westallgäuerisch Scheffe) ist ein Gemeindeteil des im bayerischen Landkreis Lindau (Bodensee) gelegenen Marktes Scheidegg.

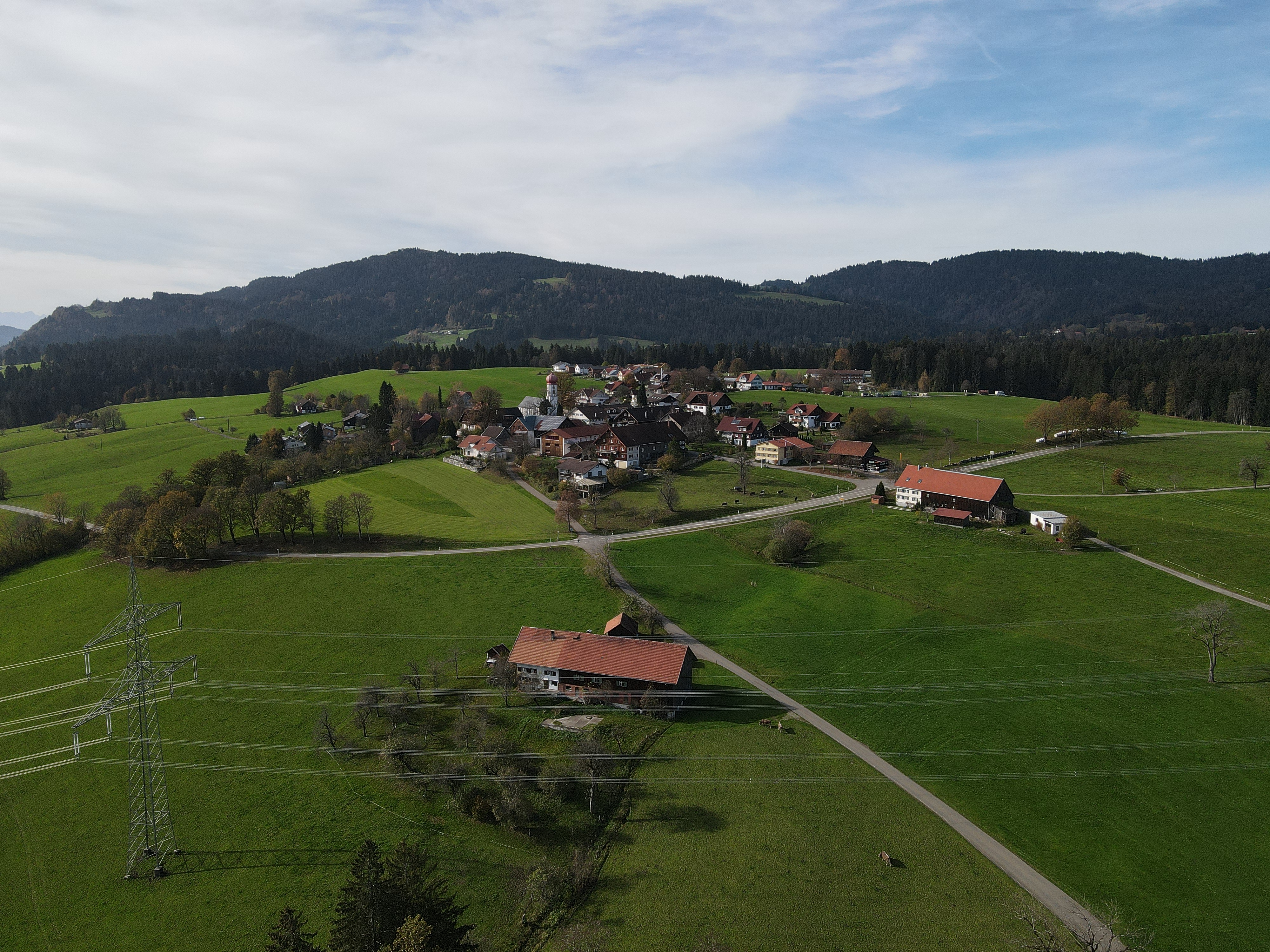
Scheffau von oben

## Geographie
Scheffau liegt im Westallgäu und ist als ursprüngliches Haufendorf auf dem Pfänderrücken entstanden. Scheffau grenzt im Westen und im Norden an Scheidegg, im Nordosten an Weiler im Allgäu, ebenfalls im Landkreis Lindau (Bodensee), im Osten an Thal und im Südwesten an das Gebiet der Gemeinde Langen bei Bregenz, beide im Bezirk Bregenz.

### Ortsteile
Neben dem Hauptort Scheffau besteht der Gemeindeteil noch aus folgenden Ortsteilen:
- Bühl
- Ellersreute
- Hagspiel
- Haslach
- Katzenmühle
- Leintobel
- Lindenau
- Neuhaus
- Schirpfentobel
- Unterstein

### Gewässer und Natur

#### Gewässer
Das größte Gewässer auf Scheffauer Gebiet ist die im Osten fließende Rothach, der Grenzbach zu Thal. Das Scheffauer Gebiet durchqueren der Röthenbach und der Scheffauer Bach zur Rothach hin sowie der Katzenbach zum Kesselbach, der nahe im Südwesten ebenfalls zur Rothach läuft und seinerseits Grenzbach zur Vorarlberger Gemeinde Langen bei Bregenz ist.

#### Gletschertopf
Südlich von Scheffau liegt mit dem Gletschertopf ein Relikt aus der letzten Eiszeit. (Lage: ⊙)

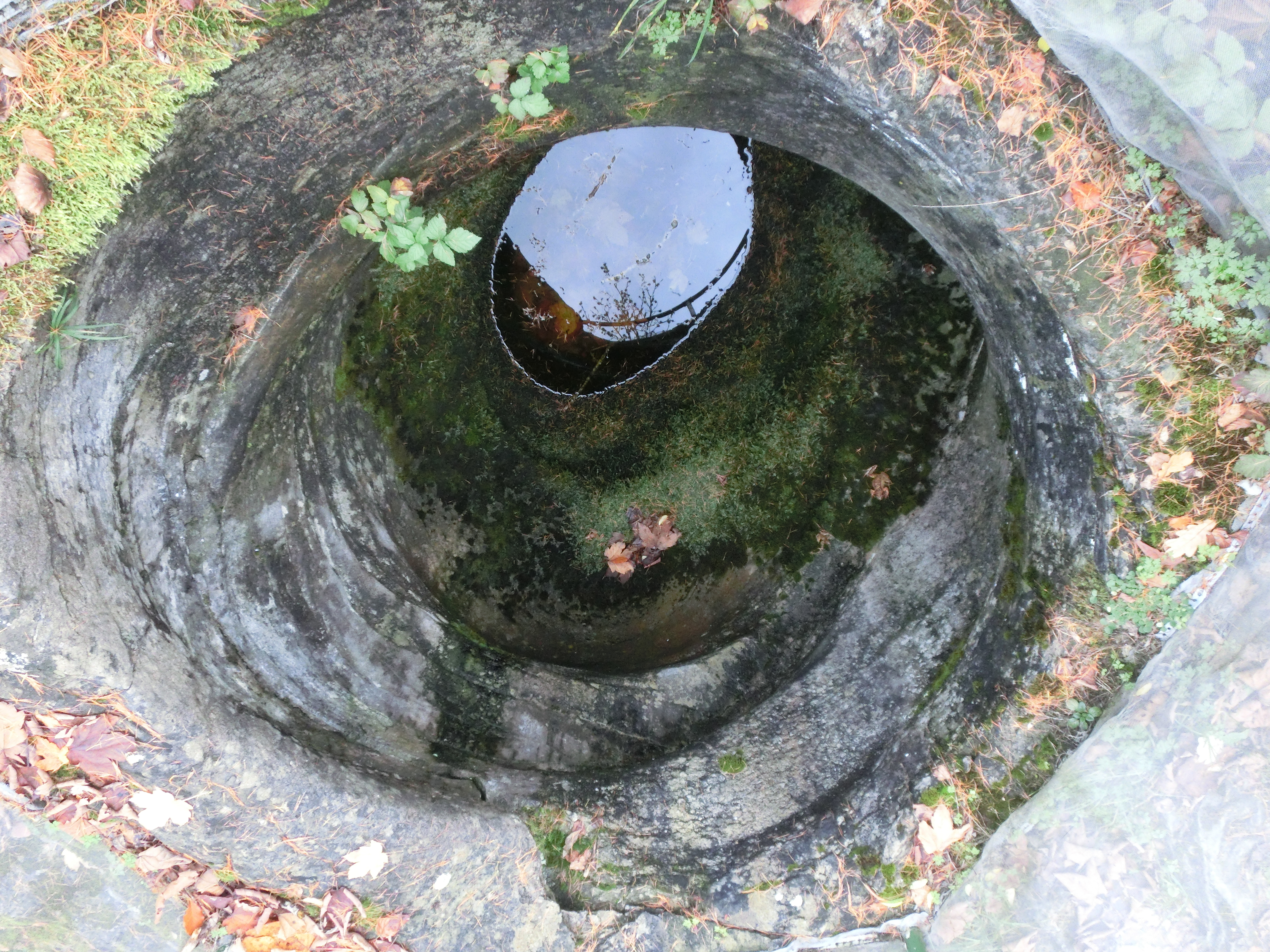
Blick in den Gletschertopf

#### Hirschberg
Der im Gemeindegebiet des österreichischen Langen bei Bregenz gelegene, 1095 Meter hohe Hirschberg gilt als Scheffauer Hausberg und schützt den Ort seit jeher vor aus dem Süden kommenden Unwittern.

## Geschichte
Erstmals urkundlich erwähnt wird Scheffau in einem Dokument aus dem Jahre 1304 mit dem Wortlaut: „Benz Wezel von Scheffow verkauft seinen Zins auf seinem Gut zu Scheffow“, woraus man vermuten kann, dass Scheffauer Gebiet erstmals um das Jahr 1200 besiedelt wurde.
Erzählungen nach sollen 1494 zwei Ordensfrauen Scheffau eine kleine Kapelle gestiftet haben, ein regelmäßiger Sonntagsgottesdienst wurde aber erst ab dem Jahr 1514 von den Kaplänen aus Weiler gehalten. Nachdem Bevölkerung und finanzielle Mittel genügend angewachsen waren, konnte im Jahr 1694 die Pfarrei Scheffau von Weiler separiert werden und einen eigenen Pfarrer erhalten. Da die bisherige Kapelle zu klein geworden war, wurde in den Jahren 1788/1789 die heutige Pfarrkirche St. Martin erbaut.
Nachdem das Westallgäu, und damit auch Scheffau 1806 von Österreich zu Bayern gekommen war, wurde mit dem Gemeindeedikt vom 28. Juli 1808 Scheffau zu einer selbständigen politischen Gemeinde erhoben und Johannes Fink zum ersten Gemeindevorsteher bestimmt. In seine Amtszeit und die seines Nachfolgers fallen Hungersnöte und andere Katastrophen. Am 11. März 1834 suchte ein Großfeuer, durch das zwei Häuser unrettbar zerstört und zwei weitere beschädigt wurden, Scheffau heim. 1893 wurde die Lokalbahn Weiler-Röthenbach eröffnet, infolgedessen erhielt Scheffau am 1. Oktober 1897 eine Postfiliale. 1933/34 wurde die neue Schule errichtet, 1956 die Turn- und Festhalle. 1972 konnten die Scheffauer darüber abstimmen, ob ihre Gemeinde infolge der Gebietsreform in Bayern nach Scheidegg oder Weiler-Simmerberg eingemeindet werden solle. Auf Empfehlung des Gemeinderats fiel die Entscheidung zugunsten von Scheidegg, woraufhin der Zusammenschluss am 1. Juli 1972 vollzogen wurde.

Scheffau um 1900 auf einer Postkarte von Eugen Felle

Seit 1984 hat Scheffau keinen eigenen Pfarrer mehr, wurde durch den Pfarrer von Scheidegg betreut und bildet seit 2016 mit den Pfarrgemeinden Scheidegg und Lindenberg eine Pfarreiengemeinschaft.

## Vereine
Im Ort gibt es folgende Vereine:
- Betriebsgemeinschaft der Scheffauer Vereine und Gruppierungen e. V.
- Dorfgemeinschaft Scheffau
- Freiwillige Feuerwehr Scheffau e. V.
- Kirchen- und Dorfchor Scheffau
- Musikverein Scheffau 1860 e. V.[8]
- Schützenverein Scheffau e. V.
- Soldaten- und Kriegerkameradschaft Scheffau
- Sportverein Scheffau e. V.

Des Weiteren existierte von 1980 bis zu seiner Auflösung 2013 der König Ludwig-II-Verein.

## Bauwerke

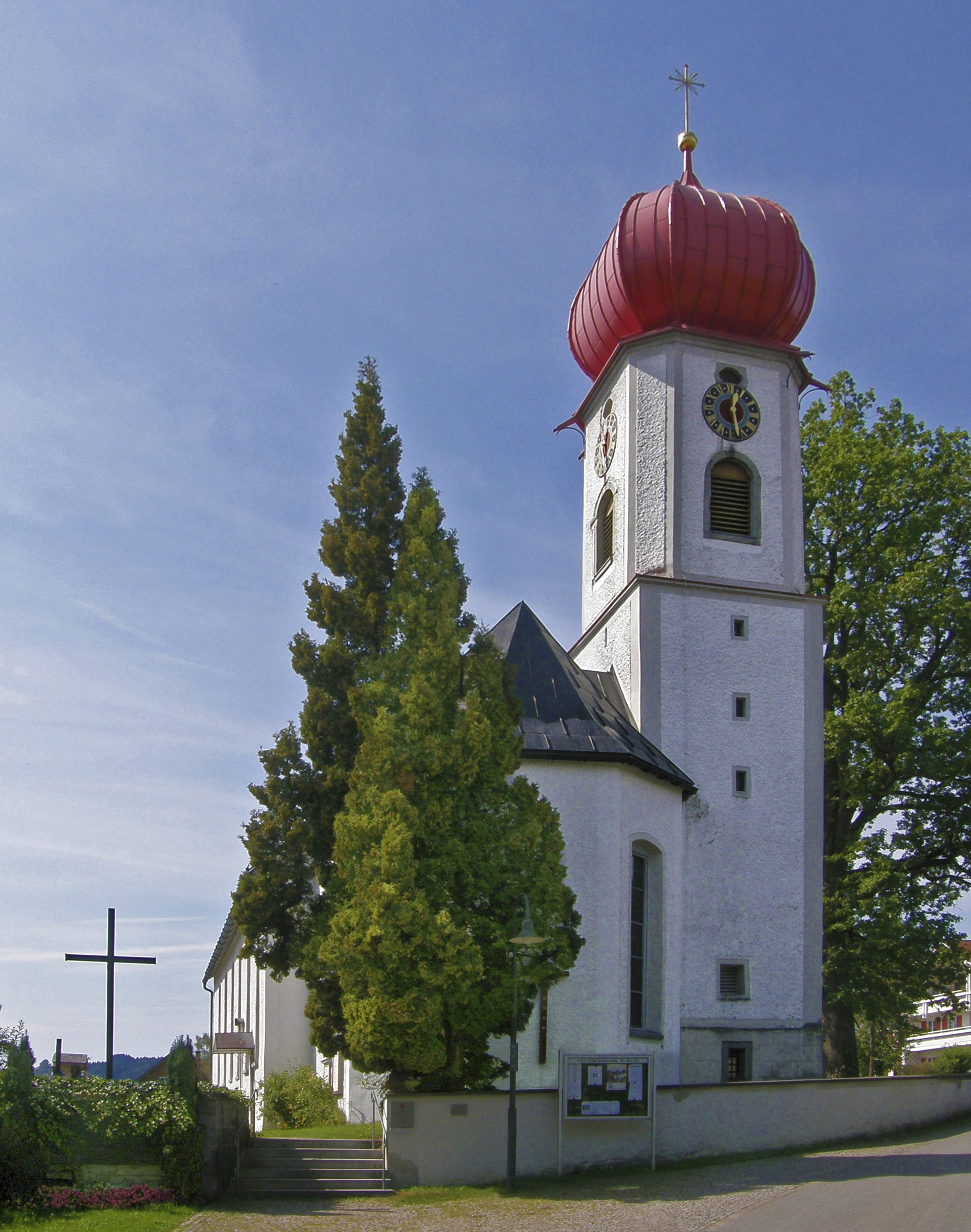
Die Pfarrkirche St. Martin

Bedeutende Bauwerke im Dorf sind beispielsweise die 1788/1789 erbaute Pfarrkirche St. Martin und das im 18. Jahrhundert errichtete Pfarrhaus. Insgesamt stehen acht Gebäude unter Denkmal- sowie der gesamte Ortskern Scheffaus unter Ensembleschutz.
Liste der Baudenkmäler in Scheffau

## Wappen
Der Gemeinde Scheffau wurde 1964 ein Wappen zugeteilt. Es zeigt über wellenförmigen, roten Schildfuß in Silber einen schwarzen Hahn mit einer blauen Weinrebe im goldenen Schnabel.